# PCHL 1950/51
Die Saison 1950/51 war die 15. reguläre Saison der Pacific Coast Hockey League (PCHL). Meister wurden die Victoria Cougars.

## Teamänderungen
Folgende Änderungen wurden vor Beginn der Saison vorgenommen:
- Die Fresno Falcons zogen sich aus der Liga zurück.
- Die Los Angeles Monarchs stellten den Spielbetrieb ein.
- Die San Diego Skyhawks stellten den Spielbetrieb ein.
- Die San Francisco Shamrocks stellten den Spielbetrieb ein.
- Die Portland Penguins änderten ihren Namen wieder in Portland Eagles.

## Reguläre Saison
Abkürzungen: GP = Spiele, W = Siege, L = Niederlagen, T = Unentschieden, GF = Erzielte Tore, GA = Gegentore, Pts = Punkte

### Tabelle
|                        | GP | W  | L  | T  | GF  | GA  | Pts |
| ---------------------- | -- | -- | -- | -- | --- | --- | --- |
| Victoria Cougars       | 70 | 35 | 20 | 15 | 250 | 216 | 85  |
| New Westminster Royals | 70 | 38 | 24 | 8  | 267 | 205 | 84  |
| Tacoma Rockets         | 70 | 27 | 26 | 17 | 219 | 222 | 71  |
| Portland Eagles        | 70 | 30 | 32 | 8  | 266 | 255 | 68  |
| Seattle Ironmen        | 70 | 23 | 36 | 11 | 214 | 249 | 57  |
| Vancouver Canucks      | 70 | 19 | 34 | 17 | 216 | 285 | 55  |